# Takuma Nakahira
Takuma Nakahira 中平 卓馬 (Tokio, 6 de julio de 1938-3 de septiembre de 2015) fue un fotógrafo y crítico japonés.

## Vida y trabajo
Nace en la ciudad de Tokio, estudia en la escuela de estudios foráneos de la Universidad de Tokio, de la cual se gradúa en 1963 con grado de estudios de español. Después de su graduación comienza a trabajar como editor de la revista de arte Vista contemporánea (Gendai no me), publicando bajo el seudónimo de Akira Yuzuki (柚木明). Deja dos años después la revista para seguir su carrera como fotógrafo, volviéndose amigo de Shōmei Tōmatsu, Shūji Terayama y Daidō Moriyama. En 1968, el grupo de fotógrafos formado por Nakahira, Yutaka Takanashi, Takahiko Okada, y Kōji Taki publicaron la revista Provoke. Al siguiente año la revista Provoke se dejó de publicar, y en 1971, Nakahira exhibió su trabajo en la séptima Bienal de París.
El primer libro publicado por Nakahira fue Por el lenguaje que viene (Kitarubeki kotoba no tame ni), el cual ha ido descrito como una obra maestra del reduccionismo. Parr y Badger lo incluyen en su primer volumen de la historia del a fotografía. Desde ahí hasta su publicación en 1970, Nakahira fue reconocido por su estilo are, bure, boke (grueso, borroso y fuera de foco). En 1973 publicó El porqué un diccionario botánico ilustrado (Naze, shokubutsu zukan ka), lo cual lo aleja del estilo anterior que había practicado y evoluciona hacia un tipo de fotografía de catálogo despojada del sentimentalismo de la fotografía manual, un tipo de fotografía que rememora la ilustración de libros de referencia.
En 1990, junto con Seiichi Furuya y Nobuyoshi Araki, fue galardonado con el premio de la sociedad de fotógrafos.
Fallece el 1 de septiembre de 2015 a los 77 años a causa de una neumonía.

## Publicaciones
- Kitarubeki kotoba no tame ni = Por el lenguaje que viene.
  - Fūdosha, 1970. Con un texto por Nakahira.
  - Tokyo: Osiris, 2010. Con textos por Nakahira, “¿Ha podido la fotografía provocar al lenguaje?”, “RebeliÓn contra el paisaje: el fuego y los lÍmites de mi vista perpetua..." y “Ve la ciudad o ve de la ciudad", traducido por Franz K. Prichard.
- Porque un diccionario botánico ilustrado.
  - Tokyo: Shōbun sha, 1973.
  - Chikuma Gakugei Bunko, 2007.
- 「新たなる凝視」(Aratanaru gyōshi), Shōbunsha, 1983.
- Adieu à X (AX).
  - Kawade Shobō Shinsha, 1989. ISBN 978-4-309-26111-9.
  - 2006. ISBN 978-4-309-26873-6.
- 「日本の写真家36 中平卓馬」 Iwanami Shoten, 1999. ISBN 978-4-00-008376-8.
- La caja japonesa - Impresión facsimilar de seis publicaciones raras fotográficas de la era de Provoke, Edición 7L / Steidl, 2001.
- Nakahira Takuma, Hysteric Six, 2002.
- Cero grados: Yokohama. Tokyo: Osiris, 2003. ISBN 978-4-9901239-1-8. Primer catálogo de la exhibición como solista en el Museo Yokohama de Arte.
- 「都市 風景 図鑑」 (Toshi fūkei zukan). Getsuyōsha, 2011. ISBN 978-4-901477-82-6.
- Takuma Nakahira Documentary. Akio Nagasawa Publishing, 2011. ISBN 978-4-904883-34-1.
- 「沖縄写真家シリーズ 琉球烈像 第8巻 沖縄・奄美・吐カ喇 1974-1978」 (Okinawa shashinka shirīzu Ryūkyū retsuzō #8 Okinawa・Amami・Tokara). Miraisha, 2012. ISBN 978-4-624-90028-1.